# Basilika St. Antonius (Istanbul)

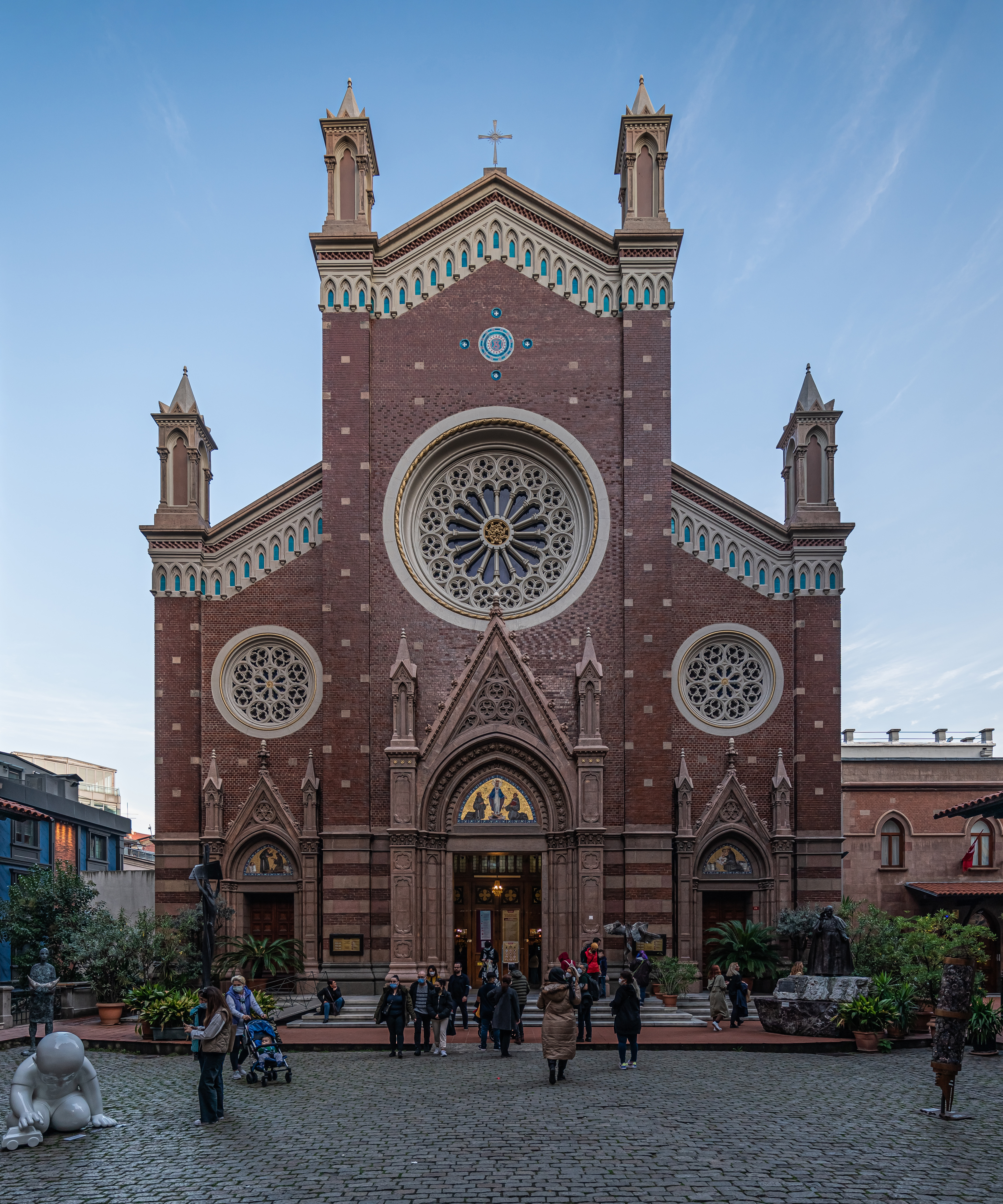
Die Basilika St. Antonius

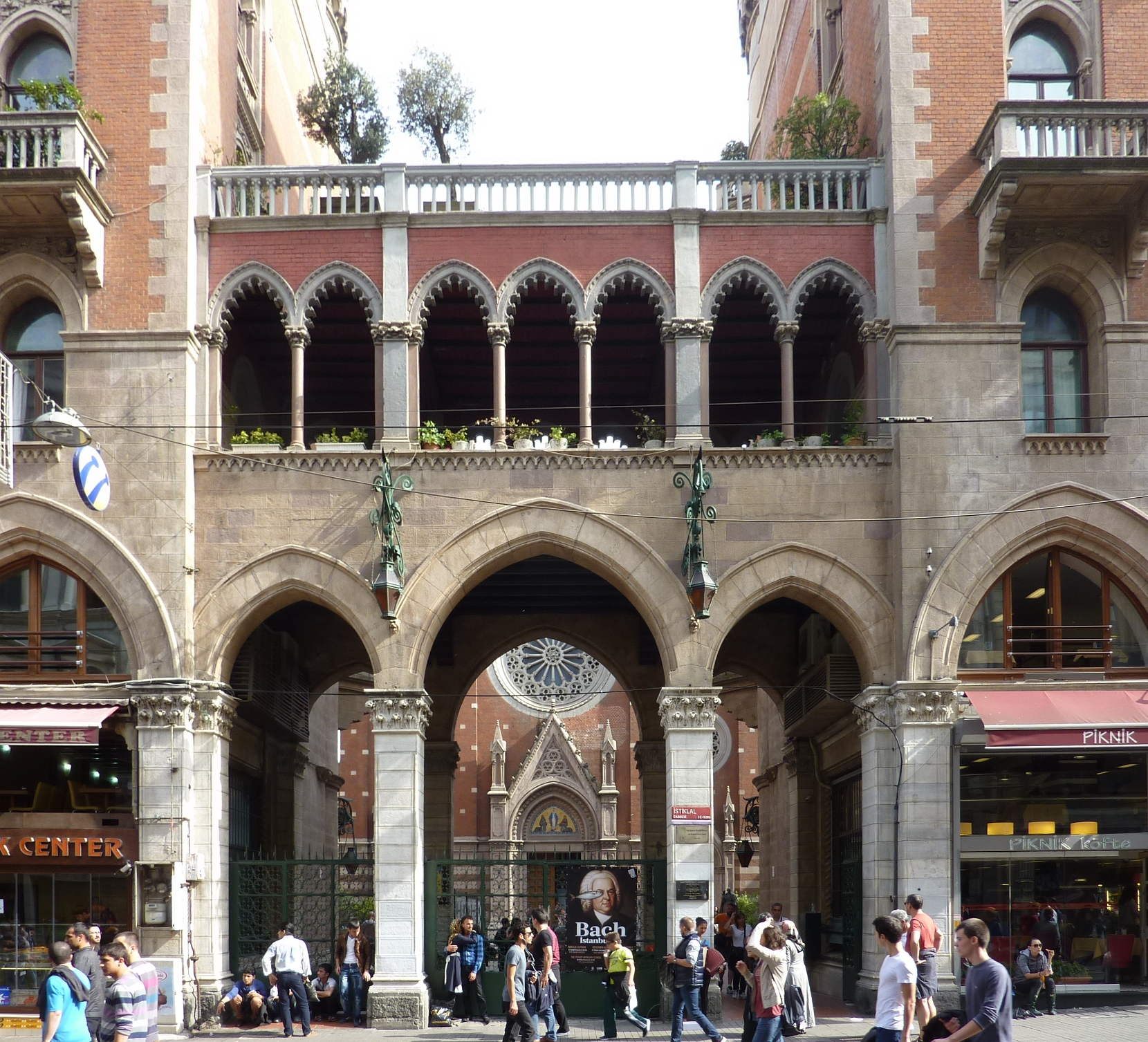
Portal zum Kirchenbezirk an der İstiklal Caddesi

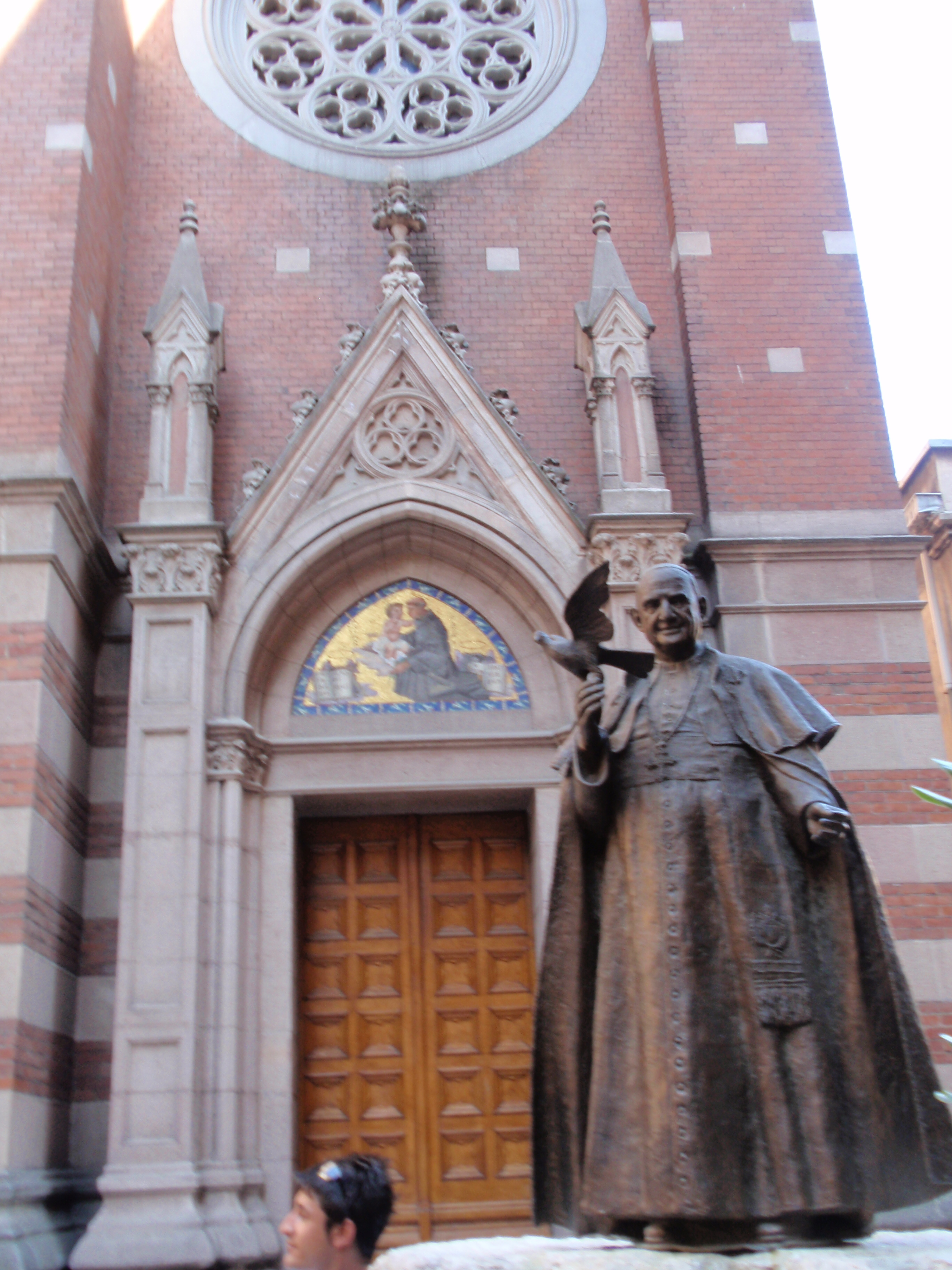
Die Statue Johannes XXIII.

Die Basilika St. Antonius (türkisch Sent Antuan Kilisesi) ist eine römisch-katholische Kirche in Istanbul.

## Lage
Die Basilika liegt an der İstiklal Caddesi im Istanbuler Stadtteil Beyoğlu. Früher gehörte ihr Standort in Konstantinopel zum europäischen Stadtteil Pera.

## Geschichte
Seit 1221 halten sich Franziskaner in Konstantinopel auf und hatten in dieser Zeit verschiedene Kirchen und Sitze. 1724 wurde von ihnen eine neue Kirche in Pera erbaut und dem heiligen Antonius von Padua geweiht. Als diese Kirche 1904 dem Neubau einer Straßenbahn weichen musste, suchten sich die Ordensleute einen neuen Bauplatz in der Nähe, um wieder eine Kirche zu bauen. Am 23. August 1906 wurde der Grundstein gelegt. Wegen finanziellen Schwierigkeiten musste der Bau allerdings 1907 unterbrochen werden. Erst 1910 konnten die Bauarbeiten wieder aufgenommen werden. Die Kirche wurde in einem neogotischen Stil erbaut, die Krypta dagegen ist in einem romanischen Stil gehalten. Am 15. Februar 1912, dem Tag der Translatio der Reliquien des heiligen Antonius, bezogen die Ordensbrüder ihr neues Kloster und die Kirche wurde gesegnet. Am 16. November 1913 erfolgte schließlich die feierliche Weihe der Kirche durch Weihbischof Vincenzo Sardi. 1932 erhob Papst Pius XI. die Kirche in den Rang einer Basilika. Im gleichen Jahr predigte erstmals Angelo Giuseppe Roncalli, der spätere Papst Johannes XXIII., in der Kirche. In seinen späteren Jahren als Apostolischer Legat für die Türkei war er regelmäßig Gast in dem Gotteshaus. Deshalb erinnert vor der Kirche eine Statue an ihn. 1967 feierte Papst Paul VI. in der Basilika die erste Heilige Messe eines Papstes auf türkischen Boden.

## Orgel
In der Basilika befindet sich eine Orgel, die 1947 von der italienischen Orgelbaufirma Mascioni (opus 623) errichtet wurde. Das Schleifladen-Instrument hat 32 Register auf drei Manualwerken und Pedal. Die Spiel- und Registertrakturen sind elektrisch.
| I Positivo C-c4 |                  |       |
| 1.              | Corno camoscio   | 8′    |
| 2.              | Flauto a cuspide | 8′    |
| 3.              | Salicionale      | 8′    |
| 4.              | Bordoncino       | 4′    |
| 5.              | Nazardo          | 2 ⁄3′ |
| 6.              | Unda maris       | 8′    |
| 7.              | Cornetto II      |       |
| 8.              | Cromorno         | 8′    |
|                 | Campane          |       |

| II Grand'Organo C-c4 |                 |     |
| 9.                   | Principale      | 16′ |
| 10.                  | Principale      | 8′  |
| 11.                  | Flauto traverso | 8′  |
| 12.                  | Dulciana        | 8′  |
| 13.                  | Ottava          | 4′  |
| 14.                  | Quintadecima    | 2′  |
| 15.                  | Ripieno IV      |     |
| 16.                  | Tromba          | 8′  |

| III Espressivo C-c4 |                |    |
| 17.                 | Diapason       | 8′ |
| 18.                 | Bordone        | 8′ |
| 19.                 | Viola di gamba | 8′ |
| 20.                 | Flauto         | 4′ |
| 21.                 | Ottava         | 4′ |
| 22.                 | Silvestre      | 2′ |
| 23.                 | Pienino III    |    |
| 24.                 | Coro viole     | 8′ |
| 25.                 | Oboe           | 8′ |
|                     | Tremolo        |    |

| Pedale C-g1 |              |     |
| 26.         | Contrabbasso | 16′ |
| 27.         | Principale   | 16′ |
| 28.         | Subbasso     | 16′ |
| 29.         | Basso        | 8′  |
| 30.         | Principale   | 8′  |
| 31.         | Bordone      | 8′  |
| 32.         | Flauto       | 4′  |
|             | Campane      |     |

## Heute
Die Seelsorge wird von italienischen Minoritenbrüdern getragen. Da viele Katholiken in Istanbul aus dem Ausland kommen, gibt es Gottesdienste in englischer, italienischer, polnischer, aber auch türkischer Sprache.